# روجر غراسي
روجر غراسي (بالبرتغالية: Roger Gracie) هو فنان قتال مختلط برازيلي، ولد في 26 سبتمبر 1981 في ريو دي جانيرو في البرازيل.

## وصلات خارجية
- الموقع الرسمي
- روجر غراسي على موقع يو إف سي (الإنجليزية)
- روجر غراسي على موقع شيردوغ (الإنجليزية)
- روجر غراسي على موقع IMDb (الإنجليزية)
- روجر غراسي على موقع قاعدة بيانات الفيلم (الإنجليزية)